# Culinária da Paraíba
A culinária da Paraíba é um tipo de cozinha praticada no estado de Paraíba, região Nordeste do Brasil. Em sua origem colonial e litorânea, ela teve a mesma base comum das outras culinárias litorâneas brasileiras da região Nordeste, sobretudo a do Nordeste Oriental, que reúne os estados de Ceará, Rio Grande do Norte, Paraíba, Pernambuco e Alagoas.
A culinária paraibana tem uma pronunciada influência indígena e africana.

## Influências
Como todos os outros estados, a Paraíba tem seus hábitos alimentares, suas curiosidades e particularidades. A riqueza de sua cultura e culinária apresenta apenas uma pequena parte das grandes e significativas diferenças no nosso país.
Embora os mestres da culinária nordestina garantam que não haja uma cozinha tipicamente paraibana, visto que muitos pratos típicos são também tradicionalmente feitos nos estados vizinhos, eles fazem questão de ressaltar que, como aqueles pratos tipicamente baianos, por exemplo, alguns, como a buchada ou o cozinho de carne verde, são feitos somente na Paraíba.
Dos indígenas, que já habitavam a região na época da colonização portuguesa, além da apresentação das frutas e caças locais, herdou-se a versatilidade de alimentos como o milho e a mandioca, principalmente nas alternativas proporcionadas por suas farinhas. Já dos africanos, chegados ao estado como escravos vindos da África subsaariana para trabalhar na cultivo da cana-de-açúcar, há várias influências que incluem o uso de frutos do mar, coco e pimenta.
No livro Um, dois, feijão com arroz: a alimentação no Brasil de norte a sul há a seguinte citação sobre a culinária do estado:
(...) Outros alimentos também considerados não convencionais aos outros estados fora do Nordeste, mas que fazem parte da mesa do paraibano, são o ovo de capoeira, a castanha de caju e o amendoim. O ovo de capoeira é aquele que provém da galinha de capoeira ou de capote. A galinha de capoeira é aquela criada em sítios, de forma natural, ou seja, em seu habitat natural, sem ter sido submetida a nenhum tratamento para crescimento rápido.

## Variedades

### Culinária litorânea

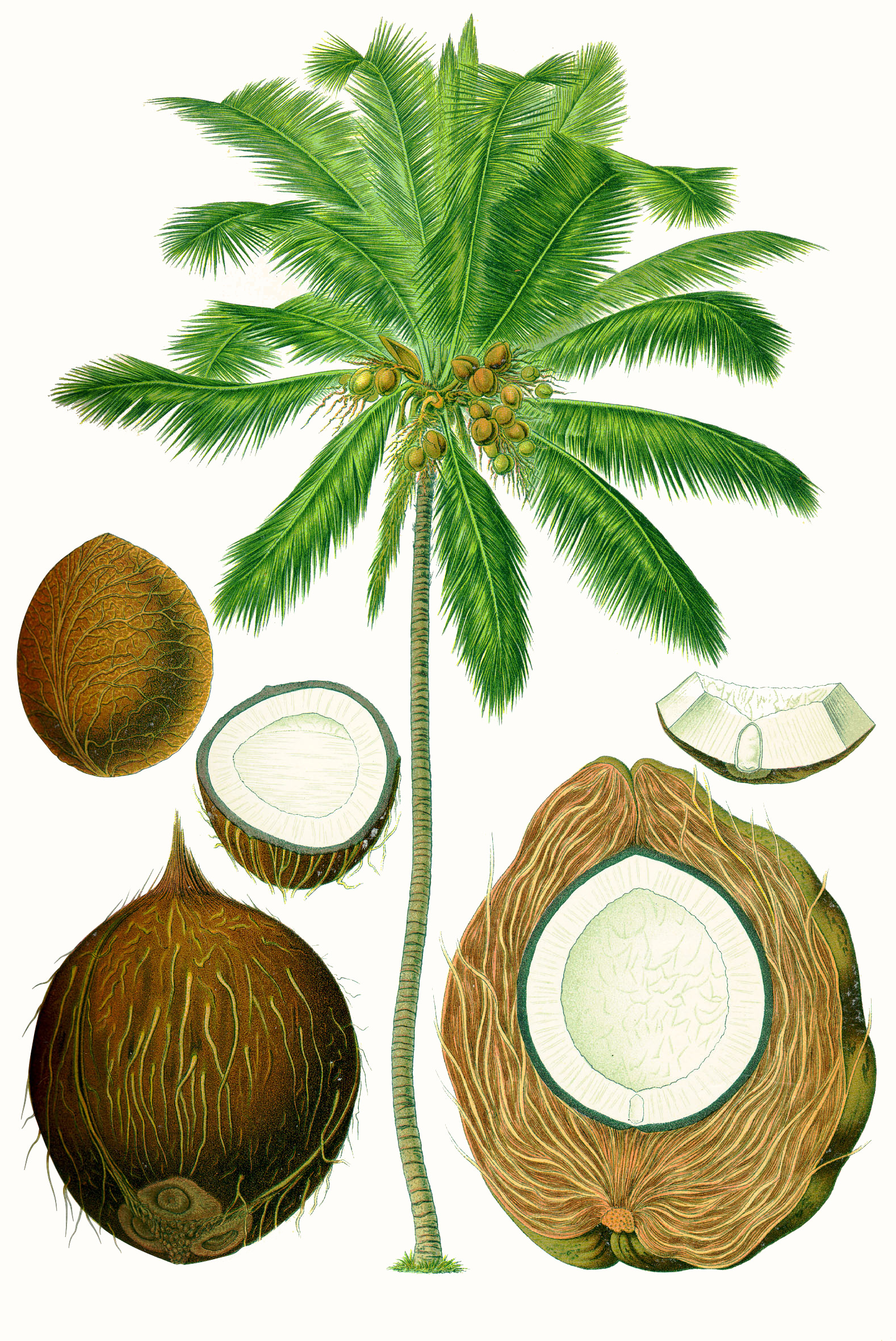
Coco, fruto essencial na culinária litorânea

A culinária do litoral paraibano é maciçamente influenciada pela pesca, tendo nos peixes e crustáceos seu ponto máximo. O consumo de camarões, lagostas e sobretudo caranguejos é muito comum, e pratos como a agulhinha frita, peixadas ao leite de coco e pirões são bastante típicos e apreciados. Os molhos e misturas têm uso frequente de leite de coco, pimentas, azeites, combinados com temperos e ervas indígenas ou aquelas trazidas pelos portugueses de outras colônias da África e da Ásia. É comum o uso de coentro, sendo este um dos ingredientes verdes mais usados nas receitas tradicionais, assim como o colorau e o cominho.
Numa matéria da revista Visão, de 1985, lia-se o seguinte trecho, o qual ainda citava o uso da carne de baleia na culinária:

Apesar de sua culinária típica, a Mesorregião do Agreste Paraibano (em vermelho) foi influenciada pelas regiões litorânea e sertaneja do estado.

Ensopado de caranguejo ou de camarão, sopa de cabeça de peixe, galinha de cabidela, carne de sol, churrasco de baleia, panelada ou cozido de carne verde, tudo de dar água na boca. É a culinária paraibana, uma das expressões mais ricas da cultura popular brasileira. Quase sempre presente, o leite de coco é usado para temperar frutos do mar, entrando também na composição de pratos de milho: canjica, pamonha, angu, manguzá, cuscuz e xerém.

### Culinária sertaneja
É no sertão, no entanto, que a culinária paraibana apresenta uma maior singularidade. Em virtude da escassez de gêneros vegetais verdes e frescos, estiagem frequente, assim como presença abundante do gado bovino, ovino e caprino, o cardápio do sertanejo tem na carne e nos grãos estocáveis o seu principal eixo. O arroz-da-terra, ou arroz-vermelho, é uma cultura restrita ao semiárido paraibano, dando base a pratos como o rubacão e o baião de dois.
A carne de sol é um ingrediente que marca a culinária local. Estudiosos garantem que o prato surgiu na região compreendida entre o centro–norte paraibano e as cidades do Seridó norte-rio-grandense, por volta de 1720. Tornou-se um dos pratos mais característicos do estado como também de toda a região Nordeste. O bode contribuiu com vários pratos, sendo a buchada desse animal uma iguaria muito apreciada tanto no interior do estado como na capital. De fato, os estudiosos do assunto asseguram que a «buchada costurada» é um dos únicos pratos criados especificamente pela culinária paraibana.

## Bebidas
Outro ponto de destaque é o ressurgimento da cultura da cachaça na região do Brejo paraibano, cujas marcas figuram hoje entre as melhores do Brasil, já se equiparando às tradicionais cachaças mineiras e às boas variedades de cachaças de outras regiões produtoras do pais.
No estado também há uma profusão de bebidas naturais ou industrializadas, destacando-se os sucos de mangaba, cajá, caju e a umbuzada.

## Pratos típicos

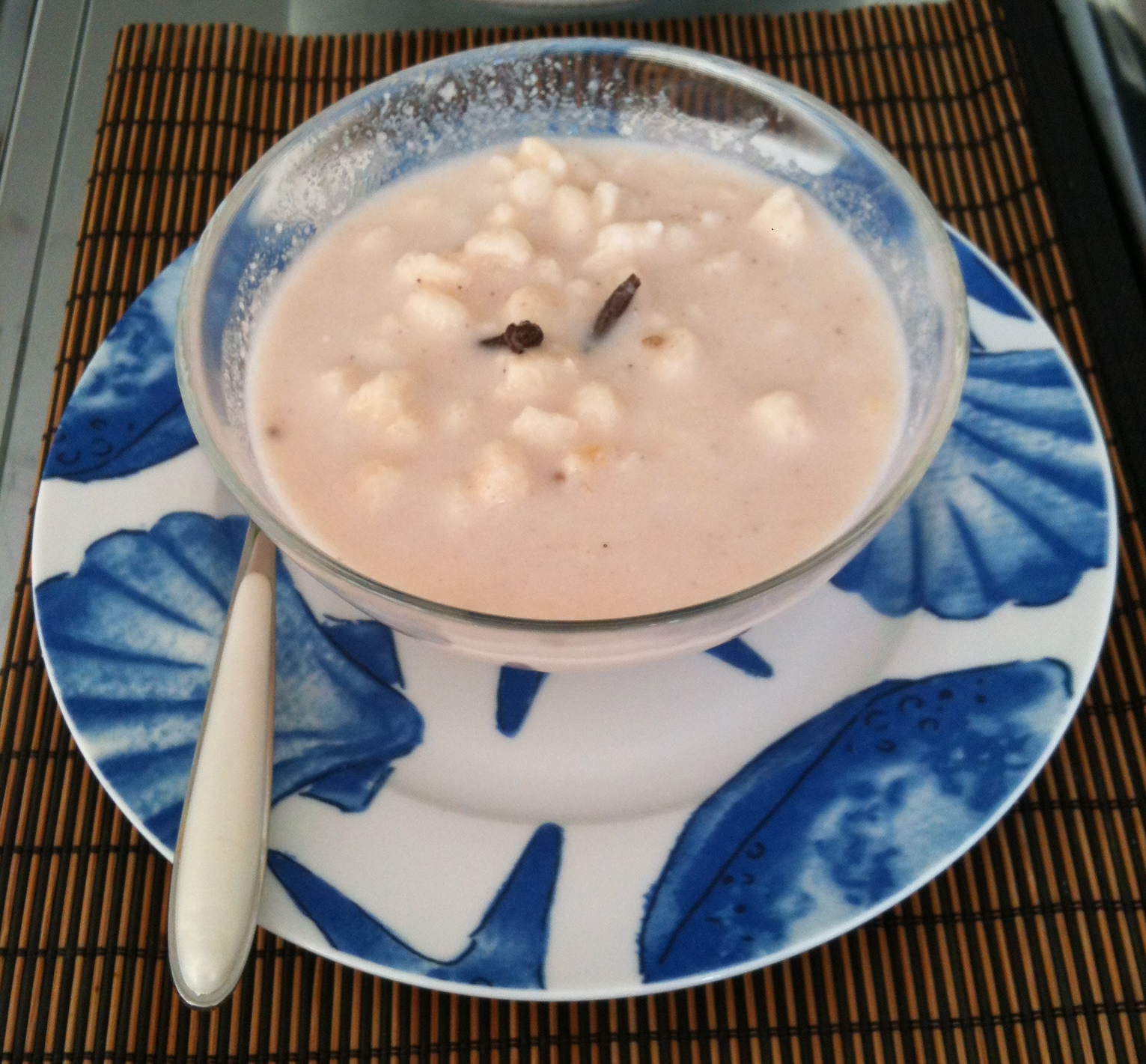
Manguzá, iguaria doce da tradição culinária paraibana.

- Agulha frita
- Amendoim cozido
- Arroz-doce
- Arrumadinho
- Beiju
- Baião de dois
- Bode guisado ou cozido
- Bolo de macaxeira
- Bolo de milho
- Bolo baeta
- Bredo ao coco
- Buchada de bode
- Cabeça de galo
- Cachorro-quente
(de carne moída)
- Canjica
- Carne de sol
- Castanhas de caju queimadas
- Carne de charque
- Chouriço doce
- Cozido de carne-verde
- Cuscuz de milho
- Cuscuz de mandioca
- Doce de batata-doce
- Doce de coco-queimado
- Ensopados de frutos do mar
- Feijão-verde
- Galinha à cabidela
- Galinha guisada[nota 2]
- Macaxeira cozida
- Manteiga de garrafa
- Mocotó
- Manguzá
- Paçoca
- Pamonha
- Pão brote
- Peixadas diversas
- Pirão (de peixe ou carne)
- Queijo coalho
- Queijo-manteiga
- Rapadura
- Rubacão
- Tapioca
- Umbuzada